# Norbert Elias
Pour les articles homonymes, voir Elias.
Norbert Elias est un écrivain et sociologue allemand, né le 22 juin 1897 à Breslau et mort le 1er août 1990 à Amsterdam. Il est l'auteur d'un ouvrage majeur de sociologie historique, Sur le processus de civilisation, paru, en France, en deux volumes, La Civilisation des mœurs et La Dynamique de l'Occident.

## Biographie
Issu d'une famille de commerçants juifs aisés, Norbert Elias est le fils unique de Hermann et Sophie Elias. Il naît à Breslau (Silésie) intégrée alors à l'Empire Allemand (actuelle Pologne).
De 1907 à 1915, il est élève au Johannes-Gymnasium de Breslau.
Mobilisé durant la Première Guerre mondiale en 1915, il passe une période de six mois sur le front oriental, où il est affecté dans le service des transmissions. Puis, il est déplacé sur le front de l'ouest, « probablement en septembre 1916 lors de ce qu'on a appelé la seconde bataille de la Somme ». Après près d'un an d'une expérience au front traumatisante au point qu'il en refoulera le souvenir jusqu'à sa mort, il revient dans sa ville et exerce le métier d'aide-infirmier pour blessés de guerre, tout en entamant dès 1918 ses études de médecine à l'université de Breslau. Il entreprend parallèlement des études de philosophie (universités de Breslau, Heidelberg, où il se forme à la sociologie allemande, et Fribourg). La psychanalyse freudienne est alors en plein essor. Tout en se distanciant ensuite du mouvement des psychanalystes, il reconnaîtra sa dette envers Freud qui avait proposé « le modèle le plus clair et le plus avancé de la personne humaine ». Il abandonne ses études de médecine au bout de quelques années, tout en estimant ensuite que cette discipline fut très importante pour son parcours.
En 1924, Elias obtient son doctorat de philosophie avec une thèse, dirigée par Richard Hönigswald, intitulée Idee und Individuum. Eine kritische Untersuchung zum Begriff der Geschichte (Idée et individu. Une étude critique de la notion d'histoire), malgré son désaccord avec les positions néo-kantiennes de son directeur. Il participe en 1929 comme auditeur au deuxième cours universitaire de Davos, avec de nombreux autres intellectuels français et allemands. Après avoir annulé son projet d'habilitation à l'université de Heidelberg avec Alfred Weber, frère de Max Weber, il part à l'université de Francfort en 1930 préparer une habilitation au sein de l'Institut de recherche sociale auprès de Karl Mannheim, dont il devient l'assistant, habilitation qu'il déposera en 1933 mais ne soutiendra jamais. En effet, l'arrivée au pouvoir des nationaux-socialistes en 1933 va provoquer l'interdiction de publication de son mémoire d'habilitation. Celui-ni ne sera publié qu'en 1969, sous le titre La Société de cour (de). Fuyant l'Allemagne nazie, il s'exile en 1933 en Suisse, puis à Paris, où il essaie en vain de trouver un poste.
Il finit par s'établir à Londres en 1935 où il se consacre à la rédaction de son livre Sur le processus de civilisation, grâce au soutien d'un comité d'assistance aux réfugiés juifs. Cet ouvrage sera finalement publié à Bâle grâce à son père en 1939. Sa mère est arrêtée et déportée à Auschwitz où elle meurt, probablement en 1941. Commence alors une longue carrière d'enseignant précaire en Angleterre. Après avoir été interné huit mois sur l'île de Man en tant que réfugié allemand, il bénéficie d'un contrat d'assistant de recherche à la London School of Economics. Après la guerre, il subvient à ses besoins en donnant des cours dans le cadre de l'éducation pour adultes et en participant à un groupe de travail sur les thérapies de groupe mené par Siegmund Foulkes. Il obtient enfin à 57 ans, en 1954, un poste d'enseignant-chercheur (lecturer puis reader) à l'université de Leicester et prend sa retraite en 1962. Il part ensuite diriger pendant deux ans le département de sociologie de l'université Legon au Ghana.
Il  devient peu à peu célèbre grâce à la réédition en Allemagne en 1969 de son œuvre Sur le processus de civilisation. Il est le premier lauréat du prix Theodor-W.-Adorno en 1977 et du prix européen d'Amalfi pour la sociologie et les sciences sociales en 1987. La même année, il est fait docteur honoris causa de l'université des lettres et sciences humaines de Strasbourg.
De 1979 à 1984, il exerce au Centre de recherche interdisciplinaire de l'université de Bielefeld. Il s'installe en 1975 à Amsterdam. Après avoir publié d'autres recherches comme ses Études sur les Allemands, il meurt le 1er août 1990 à Amsterdam.
On ne lui connaît aucune relation affective, même si une longue liaison avec la psychologue Ilse Seglow a été évoquée.
La fondation Norbert-Elias qu'il a créée en 1984 attribue tous les deux ans depuis 1999 le prix Norbert-Elias à de jeunes chercheurs en sociologie. De nombreuses chaires universitaires et centres de recherche ont été baptisés en son honneur. Son oeuvre connaît une très abondante réception et ses analyses font l'objet de débats nourris depuis la seconde partie du vingtième siècle.

## Idées
- Si vous ne connaissez pas le sujet, laissez ce bandeau (vous pouvez alors contacter les auteurs).
- Si vous supprimez le contenu mis en cause (vous pouvez préalablement contacter les auteurs),

argumentez précisément cette suppression dans la page de discussion
(un manque de référence n'est pas un argument ; une recherche réelle de référence doit avoir été effectuée, être formellement documentée).
La réception de l'œuvre d'Elias fut brouillée par les péripéties de l'histoire évoquées précédemment : ce n'est qu'à partir de la fin des années soixante que ses ouvrages commencèrent à être traduits en français. Ils portent sur l'histoire de l'autocontrôle de la violence et l'intériorisation des émotions (dans des domaines aussi divers que les manières de table, le sport, la musique, les rapports entre les sexes ou la mort) ainsi que sur les conséquences d'une redéfinition des relations d'interdépendance (dans le rapport au temps, au groupe de référence ou à la situation) qui ouvre à une véritable « révolution copernicienne » en sociologie. Ses livres rendent compte de l'originalité d'une pensée qui a su inventer de nouveaux objets, mais aussi des façons nouvelles d'aborder la recherche sociologique.
La notion d'interdépendance est au cœur même de la théorie d'Élias. Il l'explique ainsi :

« Comme au jeu d'échecs, toute action accomplie dans une relative indépendance représente un coup sur l'échiquier social, qui déclenche infailliblement un contre-coup d'un autre individu (sur l'échiquier social, il s'agit en réalité de beaucoup de contrecoups exécutés par beaucoup d'individus) limitant la liberté d'action du premier joueur. »

Norbert Elias nous met en garde contre les définitions a priori des notions de micro et macro-social ; ce sont des notions relatives : une relation nationale sera micro par rapport à une relation internationale mais macro par rapport à un jeu de 4… Il rejette par ailleurs explicitement les visions évolutionniste et téléologique de l'histoire.

### Rapport entre individu et société
Pour Norbert Elias, toute société humaine assure quatre fonctions, dont bénéficient chacun de ses membres :
- une fonction économique, relative à la production des biens de survie et d'existence ;
- une fonction politique de contrôle de la violence, interne au groupe comme vis-à-vis d'autrui ;
- une fonction de savoirs, qu'il s'agisse de savoirs à caractère magique, mythique ou scientifique ;
- une fonction sentimentale d'intégration de l'autocontrôle, c'est-à-dire relative à la capacité à maîtriser ses émotions.

Or, d'après lui, ces fonctions se développent selon une dynamique d'interdépendance. La fonction économique, par exemple, habilite le pouvoir à lever des forces armées, elles-mêmes nécessaires à lever l'impôt qui assure les capacités économiques. En conceptualisant ainsi ce processus, Elias entend dépasser la traditionnelle dichotomie entre « l'individu » et « la société », chacun de ces deux pôles se développant selon lui en fonction de l'autre sans que l'on puisse prétendre que l'un des deux influe sur l'autre plus que de façon réciproque.
Les théories d'Elias sont rassemblées dans un ouvrage paru en Allemagne en 1987 et qui fera plus tard grandement référence en sociologie, La Société des individus. Il est composé de trois parties rédigées à des époques différentes :
- la première en 1939 ;
- la deuxième dans les années 1940-1950 ;
- la troisième en 1987.

Elias entend sortir de l'impasse conceptuelle et idéologique que constitue le clivage entre les « deux sociologies » (holistes/individualistes méthodologiques et souvent, derrière, collectivistes/individualistes), en faisant appel au concept d’interdépendance et la référence au temps long.
Cette analyse le conduit à proposer une théorie des configurations qui vise à résoudre la tension entre « structure et agentivité », problématique qui débouchera par la suite sur le courant interactioniste en sociologie. L'individu a donc une identité propre, mais il est inséré dans un milieu, et les relations avec celui-ci vont conduire à lui transmettre des valeurs, un schéma de comportements, un habitus social. Il est lui, son prénom (l'identité du je), mais aussi ceux (et les institutions) avec qui il s'est formé (l'identité du nous), dont son nom peut donner l'indice et dont il dépend (et inversement).
Le processus d'individualisation progressif en Europe de l'Ouest depuis la Renaissance, qu'il avait décrit dans Sur le processus de civilisation, et dont le premier article de cet ouvrage devait constituer la conclusion, s'accompagne paradoxalement d'un contrôle plus étroit du milieu social sur l'individu, au fur et à mesure que ce que l'on nomme la « société » (tribu, village, nation) croît, que la spécialisation requiert plus de coordination, d'automatismes et d’autocontrôle, que la chaîne d’interdépendance se complexifie et se rallonge. Elias rappelle ainsi que l'éducation d'un enfant consiste à faire incorporer à celui-ci en quelques années tous les mécanismes d'auto-contrôle que la société a construits au long des siècles.

### Processus de civilisation
Publié en 1939, il paraît beaucoup plus tardivement dans sa traduction française en deux volumes : La Civilisation des mœurs  (1973), et La Dynamique de l'Occident (1975). Elias y analyse la civilisation occidentale comme le produit d'un processus séculaire de maîtrise des instincts, d'apprivoisement des désirs et de domestication des pulsions humaines les plus profondes. Il considère que l'organisation sociale des cours royales a joué un rôle majeur dans cette lente évolution.
Ce processus est compris par Norbert Elias comme un effet de la « curialisation », c'est-à-dire de l'extension des pratiques de la cour à l'ensemble de la société : la cour, en particulier le Versailles de Louis XIV, qui était le modèle des cours européennes à l'époque classique, imposait en effet à ses membres une pacification des mœurs (dont l'interdiction du duel est le symbole), un contrôle de soi extrême, en particulier sur les pulsions agressives, ce contrôle de soi débouchant sur une distanciation intellectuelle par rapport aux conduites (ne rien laisser paraître, affecter l'indifférence) et sur l'importance nouvelle donnée à la parole et à un langage « noble », « raffiné », « distingué » (dont la préciosité est une forme caricaturale). La « société de cour » a ainsi favorisé la réflexion sur soi, en particulier sur les pulsions et les émotions contraintes et refoulées, réflexion d'analyse psychologique dont des écrivains comme La Rochefoucauld (Réflexions ou sentences et maximes morales) ou Saint-Simon sont des représentants exemplaires. Au XIXe siècle, le processus de civilisation s'étendra à la bourgeoisie puis aux classes populaires.
L'ouvrage de Hans Peter Duerr, Nudité et pudeur. Le mythe du processus de civilisation, a remis en cause les thèses de Norbert Élias, réfutant l'idée de civilisations anciennes dépourvues d'un système normatif moral complexe et élaboré.

### Sport et violence
Dans Sport et civilisation : la violence maîtrisée (co-écrit avec Eric Dunning: Quest for Excitement. Sport and Leisure in the Civilizing Process. Oxford: Blackwell, 1986), Norbert Elias considère qu'il y a une rupture entre des pratiques anciennes très violentes et le sport moderne réglementé. Cette thèse est remise en cause par différents travaux dont ceux de Sébastien Nadot dans Rompez les lances ! Chevaliers et tournois au Moyen Âge et dans Le Spectacle des joutes. Sport et courtoisie à la fin du Moyen Âge, qui mettent en évidence que les jeux physiques présportifs du Moyen Âge connaissent déjà de multiples systèmes de contrôle de la violence.

### Antisémitisme
Dans un de ses premiers textes, en 1929, Norbert Elias distingue deux manières de conceptualiser l'antisémitisme en Allemagne. La première, « éclairée » ou individualiste, voit dans l'antisémitisme le produit de militants antisémites, qui mobilisent des groupes populaires à l'encontre de la population juive et disparaissent lorsqu'un travail de pédagogie est correctement mené. Il y privilégie une seconde vision, sociologique, d'après laquelle l'antisémitisme est tributaire de la situation sociale de la population juive allemande et de ses rapports aux autres groupes. Il explique ainsi que l'antisémitisme croît et décroît en fonction de configurations sociales, plutôt que d'agitateurs antisémites.
Ainsi, la bourgeoisie allemande des années 1930 s'en prend pour lui à la population juive pour les mêmes raisons qu'elle attaque le prolétariat organisé. Les positions dirigeantes occupées par des politiciens juifs dans la République de Weimar ou parmi les responsables du mouvement ouvrier les constituent en cible des monarchistes et des fascistes. L'urbanisation de la population juive l'assimile, aux yeux de la petite paysannerie et du petit commerce dénués de pairs juifs, aux grossistes, aux négociants ou aux propriétaires terriens. Dans les termes de Norbert Elias, « la bourgeoisie allemande chrétienne devenue conservatrice, qui doit à présent se battre relativement âprement dans un espace économique qui s'est atrophié, mène, sous la forme de l'antisémitisme, un combat contre le concurrent qui s'oppose à ses intérêts, qui est perçu comme appartenant à un groupe spécial, toujours plus ou moins ostensible, facile à désigner ».

## Bibliographie en langue française

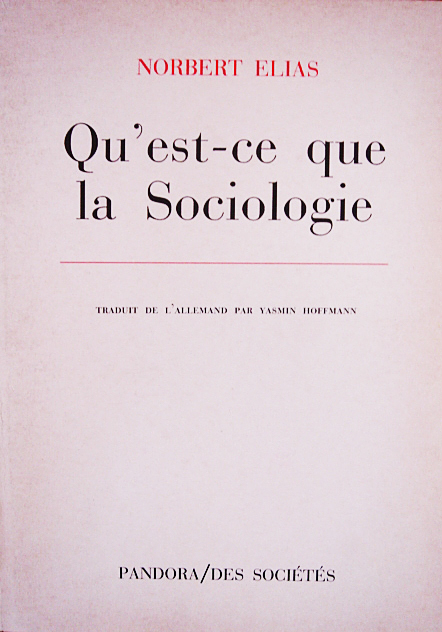
Première édition en français en 1981.